# Spartak Sofia
FD Spartak Sofia (bulgarisch Физкултурно Дружество Спартак София, englische Transkription: Fizkulturno Druzhestvo Spartak Sofia) war ein Fußballverein aus Sofia, Bulgarien und wurde 1947 aus einer Fusion von FK '13 Sofia und Rakowski Sofia gegründet. 

## Geschichte
In der Saison 1948/49 spielten sie ihr Debüt in der 1. Liga, zogen sich allerdings trotz eines 5. Platzes am Saisonende zurück. In der Saison 1951 und 1952 wurde der Klub Vizemeister. Der größte Erfolg wurde 1968 im Pokal errungen. Die Teilnahme am Europapokal der Pokalsieger 1968/69 wurde aus Protest abgelehnt.
Am 22. Januar 1969 fusionierten sie mit Sportist Kremikovci Sofia zu DFS Lewski Sofia. Da die Fusion während der Winterpause stattfand, nahm Akademik Sofia den Platz ein.
1990 wurde die Unabhängigkeit wiederhergestellt. 2007 schloss man sich Lokomotiv-101 Sofia an.

## Erfolge
- Bulgarischer Pokalsieger: 1968
- Balkanpokal Finalist: 1967/68

## 1. Ligazugehörigkeit
| Saison  | Platzierung |  | Saison  | Platzierung |
| ------- | ----------- |  | ------- | ----------- |
| 1948/49 | 5.          |  | 1961/62 | 5.          |
| 1951    | 2.          |  | 1963/64 | 13.         |
| 1952    | 2.          |  | 1964/65 | 13.         |
| 1953    | 12.         |  | 1965/66 | 4.          |
| 1956    | 9.          |  | 1966/67 | 4.          |
| 1957    | 11.         |  | 1967/68 | 4.          |
| 1959/60 | 11.         |  | 1968/69 | 7.          |